# جائزة أمين مدني للبحث في تاريخ الجزيرة العربية
جائزة أمين مدني للبحث في تاريخ الجزيرة العربية جائزة تحمل اسم المؤرخ والأديب السعودي أمين مدني، أنشئت في عام 1409هـ بتوصية من الأمير فيصل بن فهد بن عبد العزيز آل سعود، وانطلقت في دورتها الأولى عام 1414هـ (1994)، وتهدف الجائزة لتحفيز النشاط البحثي في تاريخ الجزيرة، وللإسهام في تعميق المعرفة بتاريخ الجزيرة العربية وحضاراتها وتراثها.

## الفائزون بالجائزة

### الدورة الأولى (1414هـ/1994م)
كان موضوعها "تاريخ المدينة المنورة"، وفاز بها مناصفة كل من: الدكتور محمد العيد الخطراوي عن كتابه (المدينة المنورة في في العصر الجاهلي وصدر الإسلام)، والدكتور صالح لمعي مصطفى عن كتابه (المدينة المنورة تطورها العمراني وتراثها المعماري).

### الدورة الثانية (1416هـ/1996م)
كانت في موضوعين هما: «الموانئ في الجزيرة العربية منذ عصر الرسول عليه الصلاة والسلام وحتى قيام الدولة العثمانية»، و«الحياة الاقتصادية في الحجاز كما تعكسها كتب الرحالة المسلمين وحتى مطلع القرن العشرين الهجري».
وفاز بها مناصفة كل من: محمد بن سعيد الشعفي عن كتابه (تجارة جدة الخارجية في العهد العثماني 1840 - 1916م)، والدكتور محمد الرويثي عن كتابه (الموانئ السعودية على البحر الأحمر، دراسة في الجغرافية الاقتصادية).

### الدورة الثالثة (1418هـ/1998م)
كان موضوعها «الكشف الأثري للمدن والموانئ الإسلامية في الجزيرة العربية»، وفاز بها الدكتور سعد بن عبد العزيز الراشد عن أعماله في الكشف الأثري للمدن والموانئ الإسلامية في الجزيرة العربية، وعن دراسته المنشورة وأعماله التنقيبية في منطقة الربذة.

### الدورة الرابعة (1421هـ/2001م)
كان موضوعها «المدن الإسلامية والجزيرة العربية تاريخ وحضارة»، وفاز بها مناصفة عاتق بن غيث البلادي لإنتاجه العلمي المتواصل وتأليفه سلسلة من المؤلفات عن مكة المكرمة وتاريخها وجغرافيتها وأوديتها وسكانها ومعالمها وشعرائها، ودارة الملك عبد العزيز لدورها في خدمة تاريخ المملكة العربية السعودية وجغرافيتها وآدابها وآثارها الفكرية والعمرانية.

### الدورة الخامسة (1434هـ/2013م)
فاز بها الأستاذ الدكتور عبد الله بن عقيل العنقاوي عن مجمل أعماله.

### الدورة السادسة (1438هـ/2017م)
فاز بالجائزة مناصفة كل من: الأستاذ الدكتور عبد الرحمن الأنصاري، والأستاذ الدكتور سعد الصويان تقديراً لمجمل أعمالهما، ومسيرتهما العلمية والبحثية الرائدة.

### الدورة السابعة (1440هـ/2019م)
فازت بالجائزة الدكتورة دلال بنت مخلد الحربي عن أعمالها العلمية حول دور المرأة القيادي والاجتماعي في تاريخ وثقافة الجزيرة العربية.

### الدورة الثامنة (1442هـ/2021م)
فاز بالجائزة كل من:
الدكتور فايز بن موسى البدراني الحربي عن أعماله في موضوع «الدراسات الوثائقية للأملاك في المدينة المنورة، خلال الفترة من القرن التاسع إلى بداية القرن الرابع عشر هجري، الموافق بداية القرن الخامس عشر إلى بداية القرن العشرين للميلاد».
والدكتور تنيضيب الفايدي عن مجمل أعماله وتقديراً للمؤلفات العلمية والبحثية التي أنجزها على مدى سنوات.

### الدورة التاسعة (1445هـ/2024م)
فاز بالجائزة كل من:
حمود بن حمد بن محمد بن جويد الغيلاني من سلطنة عُمان، عن موضوع «الخليج العربي وثقافة البحر والجذور التاريخية لشعوب الخليج العربية في علاقتهم بالبحر».
الدكتور عباس صالح طاشكندي عن مجمل أعماله وبحوثه العلمية المتنوعة المتعلقة بشبه الجزيرة العربية خصوصاً في دراساتها المرتبطة بتاريخ مكة المكرمة والمدينة المنورة والحرمين الشريفين.